# USS Mugford (DD-389)
USS Mugford (DD-389) là một tàu khu trục lớp Bagley được Hải quân Hoa Kỳ chế tạo vào giữa những năm 1930. Nó là chiếc tàu chiến thứ hai của Hải quân Hoa Kỳ được đặt tên theo James Mugford (1749-1776), sĩ quan hải quân từng chỉ huy chiếc tàu buồm USS Franklin (1775) trong cuộc Chiến tranh Cách mạng Hoa Kỳ. Mugford đã phục vụ trong suốt Chiến tranh Thế giới thứ hai tại Mặt trận Thái Bình Dương cho đến khi chiến tranh kết thúc, được cho ngừng hoạt động năm 1946 để sử dụng như một mục tiêu cho việc thử nghiệm bom nguyên tử và bị đánh đắm do nhiễm phóng xạ nặng vào năm 1948.

## Thiết kế và chế tạo
Mugford được đặt lườn tại Xưởng hải quân Boston vào ngày 28 tháng 10 năm 1935. Nó được hạ thủy vào ngày 31 tháng 10 năm 1936; được đỡ đầu bởi cô Madeline Orne; và được đưa ra hoạt động vào ngày 16 tháng 8 năm 1937 dưới quyền chỉ huy của Hạm trưởng, Thiếu tá Hải quân E. W. Young.

## Lịch sử hoạt động
Gia nhập Hạm đội Thái Bình Dương vào cuối năm 1937, Mugford thực hiện các hoạt động tại chỗ dọc theo vùng bờ Tây và chung quanh quần đảo Hawaii, xen kẻ với những đợt đại tu và bảo trì định kỳ. Vào ngày 7 tháng 12 năm 1941, nó đã có mặt tại Trân Châu Cảng trong vai trò soái hạm của Đội khu trục 8 trực thuộc Hải đội Khu trục 4. Khi cuộc tấn công bắt đầu, chiếc tàu khu trục đang trong tình trạng nghỉ, neo đậu tại bến B6 trong Xưởng hải quân Trân Châu Cảng để sửa chữa; và trong khi chờ nâng áp suất hơi nước để di chuyển đã bắn rơi ba máy bay đối phương trong vòng 10 phút bằng hỏa lực phòng không của nó. Trong vòng một giờ từ khi cuộc tấn công bắt đầu, nó rời cảng, tiếp tục nổ súng trên đường đi. Nhiệm vụ tiếp theo của nó là hộ tống cho lực lượng giải vây đảo Wake, và sau đó phục vụ như tàu hộ tống cho các đoàn tàu vận tải đi lại giữa Hoa Kỳ và Australia cho đến giữa năm 1942.

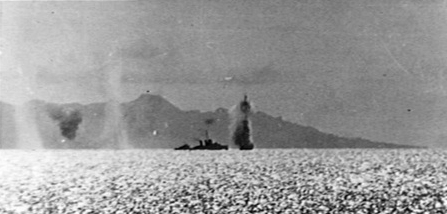
Mugford đang chịu không kích tại Guadalcanal, 7 tháng 8 năm 1942.

Vào ngày 7 tháng 8, Mugford đang tuần tra ngoài khơi Lunga Point, Guadalcanal khi một nhóm đông máy bay ném bom Nhật Bản tấn công lực lượng Đồng Minh. Một quả bom ném trúng đích cùng ba quả ném suýt trúng không ngăn được chiếc tàu khu trục trong việc bắn rơi hai máy bay đối phương, nhưng nó chịu tổn thất tám người thiệt mạng, 17 người bị thương và 10 người mất tích. Sang ngày hôm sau, nó tiếp tục bắn rơi một máy bay đối phương trong một đợt không kích mà nó không bị thiệt hại, đồng thời cứu được hai phi công Nhật bị bắn rơi xuống biển. Đến ngày 9 tháng 8, nó vội vã đi đến hiện trường của Trận chiến đảo Savo, kịp lúc để cứu vớt hơn 400 người sống sót từ các tàu tuần dương hạng nặng USS Vincennes và USS Astoria.
Sau khi được sửa chữa những hư hại trong chiến đấu tại Sydney, từ ngày 16 tháng 9 cho đến tháng 12, Mugford hoạt động tuần tra tại vùng biển San hô và dọc theo bờ biển phía Bắc Australia, đặt căn cứ tại Brisbane. Nó thực hiện các chuyến đi hộ tống đến vịnh Milne, New Guinea, vốn trở thành căn cứ của nó từ mùa Hè khi các chiến dịch New Guinea diễn ra với nhịp điệu nhanh hơn. Chiếc tàu khu trục tham gia cuộc đổ bộ lên đảo Woodlark vào tháng 7, hoạt động bắn phá bờ biển và tuần tra tại khu vực này trong tháng 8, và đến tháng 9 đã hộ tống cho các tàu đổ bộ LST cho việc chiếm đóng Lae vào ngày 4 tháng 9, tiếp tục tuần tra ngoài khơi trong khi chịu đựng các cuộc không kích. Đến cuối tháng đó, nó thực hiện bắn phá chuẩn bị lên phía Bắc Finschafen, nơi nó phục vụ cho đến cuối tháng 10. Vào ngày 20 tháng 10, nó cùng bốn tàu khu trục tháp tùng bị 60 máy bay đối phương tấn công; Mugford đã không bị hư hại.
Vào ngày 15 tháng 5 năm 1943, cứu vớt những người sống sót từ chiếc tàu bệnh viện Australia AHS Centaur ngoài khơi Point Lookout, Queensland, sau khi Centaur bị một tàu ngầm Nhật Bản đánh chìm vào ngày hôm trước. Vào ngày 14 và 15 tháng 12, nó tham gia hoạt động lớn nhất từng thực hiện trong Chiến dịch New Guinea, cuộc đổ bộ lên Arawe, New Britain. Tiếp theo là cuộc tấn công lên Buna và mũi Gloucester, nơi mà vào ngày Giáng Sinh nó bị máy bay đối phương tấn công với ba quả bom ném suýt trúng trong đợt thứ nhất, và bắn rơi được một chiếc trong đợt tấn công thứ hai cùng ngày hôm đó. Một người đã thiệt mạng cùng sáu người khác bị thương; con tàu trúng nhiều mảnh đạn với một số lỗ thủng nhỏ bên dưới mực nước.
Sau khi được sửa chữa tại vịnh Milne, Mugford quay trở lại hoạt động tuần tra, bắn phá và hộ tống trong chiến dịch New Guinea, hoạt động từ Saidor. Vào ngày 10 tháng 1 năm 1944, nó lên đường đi Sydney, rồi quay trở lại New Guinea làm nhiệm vụ hộ tống và tuần tra tại vịnh Huon. Sau khi hộ tống ba tàu buôn đi từ Tulagi đến quần đảo Union, chiếc tàu khu trục đi đến Trân Châu Cảng vào ngày 24 tháng 2 để hộ tống thiết giáp hạm Maryland (BB-46) đi Puget Sound, trước khi tiếp tục đi đến Xưởng hải quân Mare Island để đại tu, đến nơi vào ngày 5 tháng 3.
Mugford quay trở lại Trân Châu Cảng vào ngày 10 tháng 5 để huấn luyện nhằm chuẩn bị cho Chiến dịch Marianna, khi nó được tập trung tại Majuro. Được phân công bảo vệ các tàu sân bay nhanh, nó quan sát các cuộc không kích vào sáng ngày 11 tháng 6, rồi hộ tống các thiết giáp hạm bắn phá Saipan và Tinian, bắn phá quấy rối ban đêm và bảo vệ cho việc rút lui vào ban đêm. Nó gia nhập trở lại lực lượng hộ tống các tàu sân bay sau khi có tin tức về một lực lượng tàu sân bay đối phương đang tiến đến gần, và do đó đã đóng một vai trò trong Trận chiến biển Philippine, nơi không lực hải quân tàu sân bay Nhật Bản hầu như bị tiêu diệt. Nó tiếp tục hoạt động tuần tra và hộ tống tại khu vực Marianna và Marshall trong lúc chuẩn bị cho việc chiếm đóng Guam, nơi chiếc tàu khu trục đóng vai trò cột mốc radar giữa Guam và Rota. Vào ngày 28 tháng 8, nó khởi hành cùng với Lực lượng Đặc nhiệm 38 cho các cuộc bắn phá mặt biển và không kích xuống tàu bè và công sự đối phương ở Bonin, Yap và Palau, rồi bảo vệ cho cuộc tấn công Palau vào tháng 9. Sang đầu tháng 10, Lực lượng Đặc nhiệm 38 không kích xuống Okinawa, và trên đường quay về tiếp tục đánh vào Đài Loan và Luzon. Đối phương cố gắng tập trung một cuộc không kích mạnh hết mức có thể trong các ngày 12 và 13 tháng 10, khi Mugford góp phần vào việc bắn rơi nhiều máy bay đối phương trong khi hộ tống các tàu sân bay.
Khi cuộc chiếm đóng Leyte diễn ra, Đội đặc nhiệm 38.4, cùng với Mugford, được huy động để đối phó nguy cơ của việc cơ động các hạm đội Nhật Bản. Vào ngày 24 tháng 10, máy bay từ các tàu sân bay đã tấn công Lực lượng Trung tâm Nhật Bản trong biển Mindanao, rồi sau đó hướng lên phía Bắc sau khi nhận được báo cáo về một lực lượng tàu sân bay Nhật ngoài khơi phía Bắc Luzon. Ngày hôm sau, các cuộc không kích được tung ra trong giai đoạn trận chiến mũi Engaño, một phần của cuộc Hải chiến vịnh Leyte. Một hoạt động khác diễn ra vào ngày 30 tháng 10, khi một cuộc không kích của quân Nhật đã gây hư hại cho các tàu sân bay Enterprise (CV-6), Belleau Wood (CVL-24) và Franklin (CV-13); Mugford và các tàu khu trục khác đã bảo vệ cho các tàu bị hư hại đi đến Ulithi an toàn, sửa chữa những hư hại của chính nó, rồi quay lại làm nhiệm vụ tuần tra tại vịnh Leyte.
Vào ngày 5 tháng 12, Mugford phát hiện máy bay đối phương tấn công các tàu đổ bộ trong khu vực nó tuần tra tại eo biển Surigao. Nó cấp tốc đi đến để bảo vệ các tàu đổ bộ, và trong trận chiến diễn ra sau đó đã bị một máy bay ném bom bổ nhào Aichi D3A "Val" đâm trúng. Nó bị hư hại nặng, với tám người thiệt mạng và 14 người bị thương. Sau khi được sửa chữa tạm thời, chiếc tàu khu trục đi đến San Pedro bằng chính động lực của nó, rồi được lệnh quay trở về Hoa Kỳ để được sửa chữa triệt để tại Xưởng hải quân Mare Island từ ngày 5 tháng 1 đến ngày 4 tháng 3 năm 1945.
Quay trở lại khu vực Tây Thái Bình Dương vào giữa tháng 3, Mugford phục vụ trong vai trò cột mốc radar và tuần tra chống tàu ngầm giữa Ulithi và Saipan cho đến khi xung đột kết thúc. Nó phục vụ cùng Đội đặc nhiệm 55.7 trong việc hồi hương những tù binh chiến tranh Đồng Minh từ Nhật Bản đến Okinawa vào đầu tháng 9, rồi hộ tống các tàu sân bay để hỗ trợ trên không cho việc chiếm đóng khu vực Nagasaki-Sasebo. Nó tiếp tục làm nhiệm vụ chiếm đóng cho đến khi qauy trở về San Diego vào ngày 19 tháng 11. Tại đây nó được tháo dỡ vũ khí, và chuẩn bị để tham gia cuộc thử nghiệm bom nguyên tử tại đảo san hô Bikini trong Chiến dịch Crossroad. Được cho xuất biên chế vào ngày 29 tháng 8 năm 1946, nhưng được giữ lại để thử nghiệm khử phóng xạ, con tàu cuối cùng bị đánh đắm ngoài khơi Kwajalein vào ngày 22 tháng 3 năm 1948.

## Phần thưởng
Mugford được tặng thưởng bảy Ngôi sao Chiến trận do thành tích phục vụ trong Chiến tranh Thế giới thứ hai.